# Courbe développante

L'une des développantes de la chaînette (C) (en bleu) est une tractrice (en rouge).

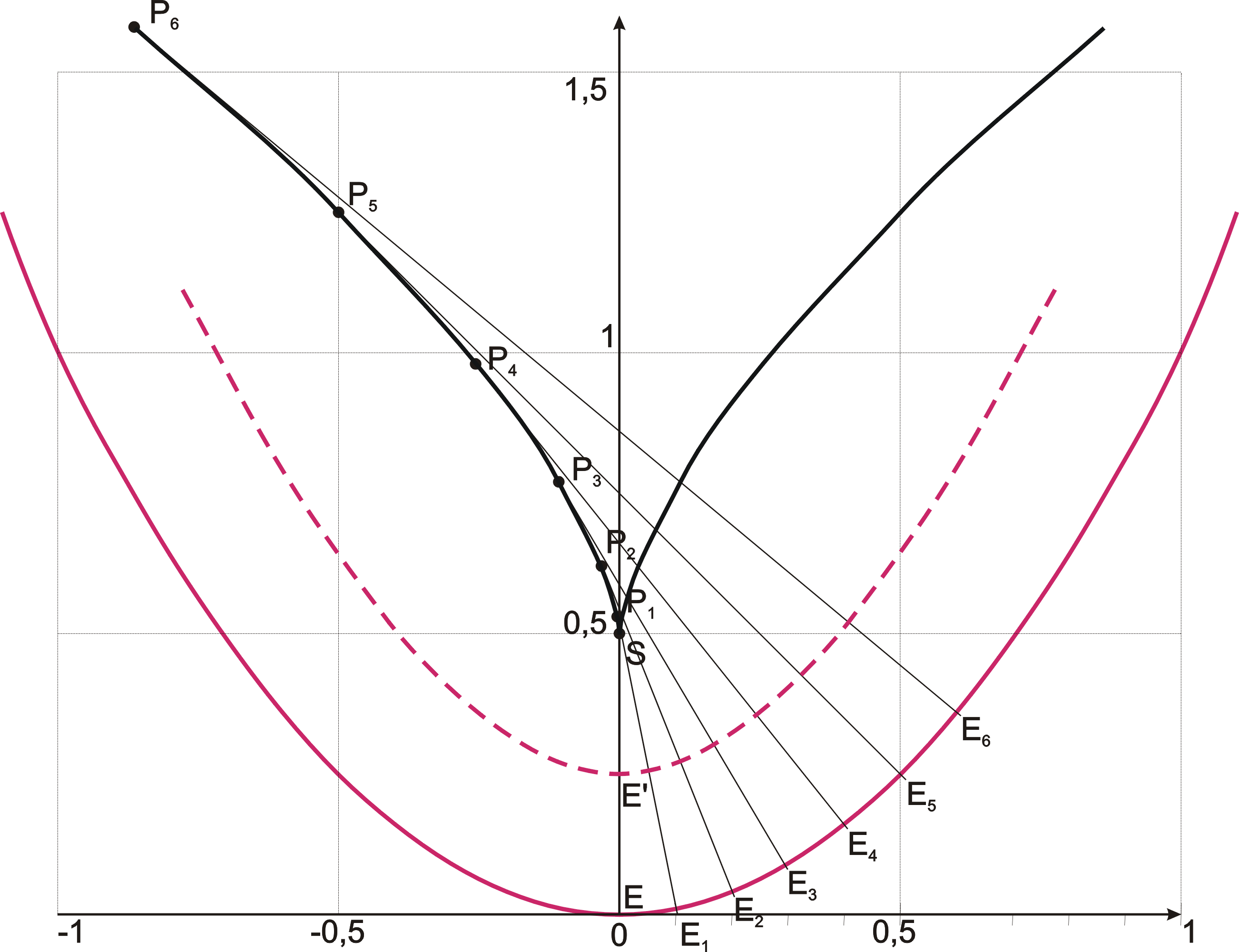
Construction de deux développantes (en rose) d'une parabole semi-cubique (en noir).

En géométrie plane, une développante d'une courbe (C) est une courbe dont (C) est la développée. Une développante est le lieu de l'extrémité d'un fil qu'on enroule ou qu'on déroule sur la courbe (C).

## Définition
Si (C) est une courbe régulière et {\displaystyle \gamma } son paramétrage par l'abscisse curviligne {\displaystyle s}, le vecteur tangent {\displaystyle \gamma '(s)} est unitaire et les développantes de (C) sont données par :
{\displaystyle \theta (s)=\gamma (s)-\gamma '(s)(s_{0}+s).}

## Propriétés
Les développantes de (C) sont parallèles entre elles.
Si en un point, (C) présente un point d'inflexion, alors le point correspondant sur la développante sera un point de rebroussement de deuxième espèce.

## Exemples
| Courbe                      | Point d'origine                   | Développante                                         |
| --------------------------- | --------------------------------- | ---------------------------------------------------- |
| cercle                      | quelconque                        | développante du cercle                               |
| point                       | quelconque                        | cercle                                               |
| cycloïde                    | un de ses sommets                 | cycloïde, translatée                                 |
| cardioïde                   | un de ses sommets                 | cardioïde semblable, de rapport 3                    |
| néphroïde                   | un de ses sommets                 | néphroïde semblable, de rapport 2                    |
| néphroïde                   | un de ses points de rebroussement | sextique de Cayley                                   |
| épicycloïde de paramètre q  | un de ses sommets                 | épicycloïde semblable, de rapport (q + 2)/q          |
| deltoïde                    | un de ses sommets                 | deltoïde semblable, de rapport 1/3                   |
| astroïde                    | un de ses sommets                 | astroïde semblable, de rapport 1/2 ou croix de Malte |
| hypocycloïde de paramètre q | un de ses sommets                 | hypocycloïde semblable, de rapport (q – 2)/q         |
| spirale logarithmique       | son centre                        | spirale logarithmique                                |
| chaînette                   | un de ses sommets                 | tractrice                                            |
| parabole                    | un de ses sommets                 | développante sommitale de parabole                   |
| courbe logarithmique        | quelconque                        | développante d'exponentielle                         |
| développante de cercle      | un de ses points de rebroussement | spirale de Norwich                                   |